# مانگاتسیوترا
مانگاتسیوترا (به لاتین: Mangatsiotra) یک منطقهٔ مسکونی در ماداگاسکار است که در Manakara واقع شده‌است. مانگاتسیوترا ۴٬۰۰۰ نفر جمعیت دارد و ۱۰ متر بالاتر از سطح دریا واقع شده‌است.